# Larinia microhooda
Larinia microhooda là một loài nhện trong họ Araneidae.
Loài này thuộc chi Larinia. Larinia microhooda được miêu tả năm 1990 bởi Chang-Min Yin et al..